# 女子サッカー

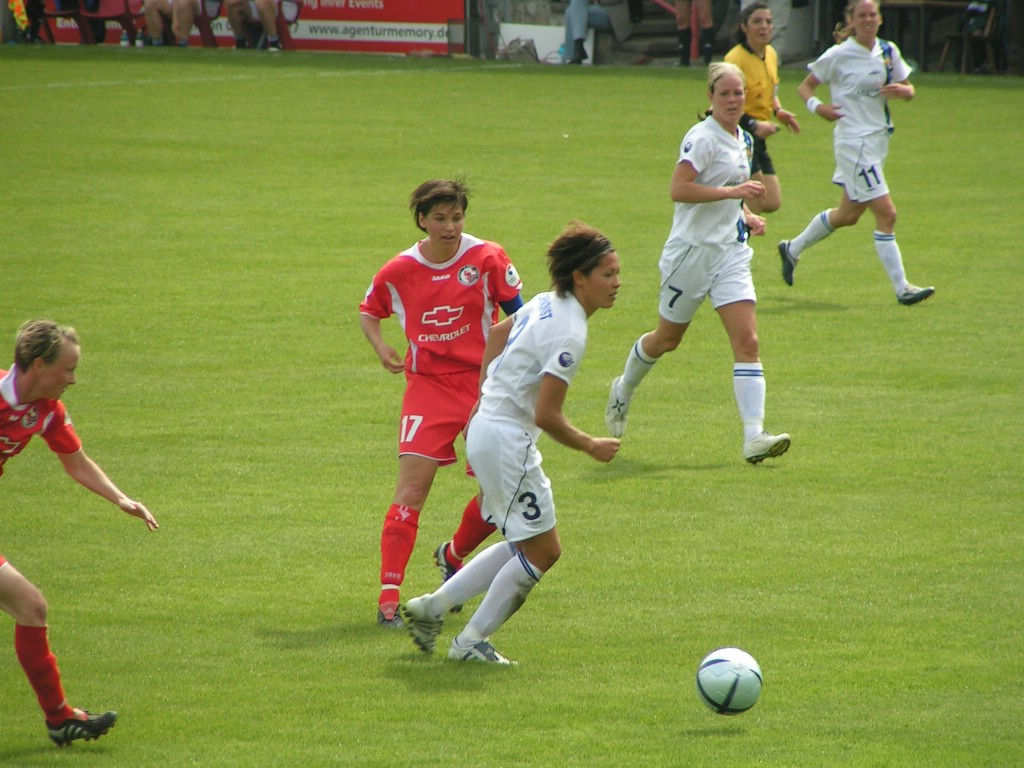
UEFA女子カップ2004-05決勝戦 (1.FFCトゥルビネ・ポツダム対ユールゴルデン&アルヴシェ) の様子。

女子サッカーは、女性が選手としてプレーするサッカーであり、約100年以上にわたって行われてきた。しかし黎明期は慈善活動や運動の一環として行われており、1970年代に女性のサッカーが組織化され、進歩への道程を歩み始めるまでは、サッカーといえば「男のスポーツ」という見方が大勢であった。今日いくつかの国においては、サッカーは女性にとって最も身近なスポーツ競技であり、またいくつかある女子のプロスポーツのひとつでもある。
女子サッカーは、世界各国、または世界および各大陸レベルにおいていくつかの大会が創設され、女子サッカーの全国リーグの数も少しずつ増加するなど、着実に成長を遂げている。
女子サッカーはその存在を認められるため、長きに渡り苦闘を経験してきた。1920年代初頭、イギリス国内で女子サッカーが最初の黄金時代を迎えていた時代、いくつかの試合では50,000人を超える観客を集めていた。しかし1921年12月5日、イングランドサッカー協会において会員であるクラブによる投票が行われた結果、1971年7月にこの決定が撤回されるまで、女子サッカーはイングランド国内において排除されることとなった。
FIFAの統計によると、世界の女子サッカーの競技人口は2006年時点で約2600万人である。協会登録人口は約410万人であり、その中でもアメリカは約167万人と圧倒的に多く、世界の4割以上を占めている。

## 歴史

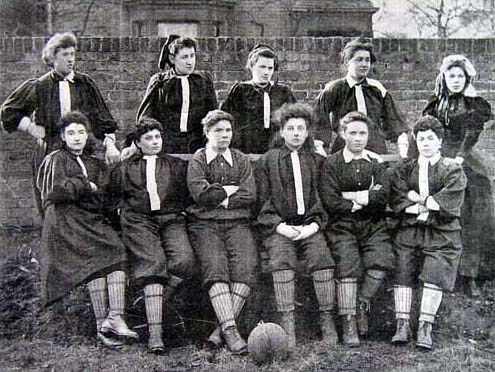
イングランドで結成された初の女子サッカーチーム

「サッカーの母国」イングランドでの最古の記録として1895年に北イングランドと南イングランドによる対抗試合が残っている。これは「近代サッカー成立の年」とされる1863年から僅か30年ほどのことである。また、この試合では女子選手は頭に帽子をかぶり、スカートを履いてプレーした。観客10,000人を集めたこの試合がきっかけとなり、サッカーは僅かな間に女性にも普及していった。
予想以上の盛り上がりに対し、サッカーを「男の中の男のスポーツ」と考えたイングランドサッカー協会 (FA) は1902年、傘下のクラブに対し女性との試合を禁ずる。しかし1914年に第一次世界大戦が勃発して男性が戦場へ借り出されると、女子サッカーはヨーロッパ各地で盛んに行われるようになった。
戦争の終結により男子プレーヤーの復帰が進んでのちも女子サッカーの人気はつづいたが、「サッカーは女子のからだに有害」という根拠の薄い理由付けにより不当な扱いを受け、さらに1921年にはFAが女子チームに対してグラウンドの貸し出しを禁ずる命令を通達。そのため一時は試合どころか練習会場すらままならない状況が続いた。一方、フランスでは第一次世界大戦中に最初の女子サッカーチームが発足した後、アリス・ミリアによりフランス女子スポーツ連盟 (FSFSF) が創設され、FSFSFの働きかけにより1918年にフランス女子サッカー選手権が開始される。1920年にパリの女子サッカーチームがイングランドに遠征してクラブ間の親善試合を行う。1924年にはフランス女子選抜チームがベルギー女子選抜チームと試合を行なっており、これが歴史に残る最初の国際試合となっている。ドイツでは1922年頃にドイツ大学女子サッカー選手権が開催され、1930年にフランクフルトで国内初の女子サッカークラブが誕生した。同じ頃に中国大陸各地で女子の学校教育においてサッカーが登場した。以降、第二次世界大戦が本格的に始まる1930年代後半まで女子サッカーは盛んに行われた。
第二次世界大戦後の1954年、オランダサッカー協会 (KNVB) とドイツサッカー連盟 (DFB) は女子チームに対しFAと同様の通知を発布する。しかしこのころには男女同権の流れが世界に浸透し始め、1960年代にはアメリカ合衆国でウーマン・リブが興るなど女性に対する社会の風潮が変わり始めると、女子サッカーも少しずつ盛り返し始める。とりわけ東ヨーロッパ諸国では各国でいち早く女子チームが作られた。同じころ、東アジアでも台湾、シンガポール、タイ王国で女子サッカーが盛んになり、女子のスポーツとして大きく浸透した。
1970年、FAは女性に対するグラウンド使用禁止の通達を破棄。KNVBとDFBもそれにつづいた。1971年には国際サッカー連盟(FIFA)が初めて公認した女子代表の国際試合「フランス対オランダ」が行われ、また各国協会で女子サッカーも傘下に置くよう通達がなされたこともあり、イタリア、デンマーク、スウェーデンをはじめとして、世界各地で女性の競技機会の解放が進み、さらに1980年代には「サッカー不毛の地」といわれるアメリカでも女子のスポーツとして広く浸透するに至った。

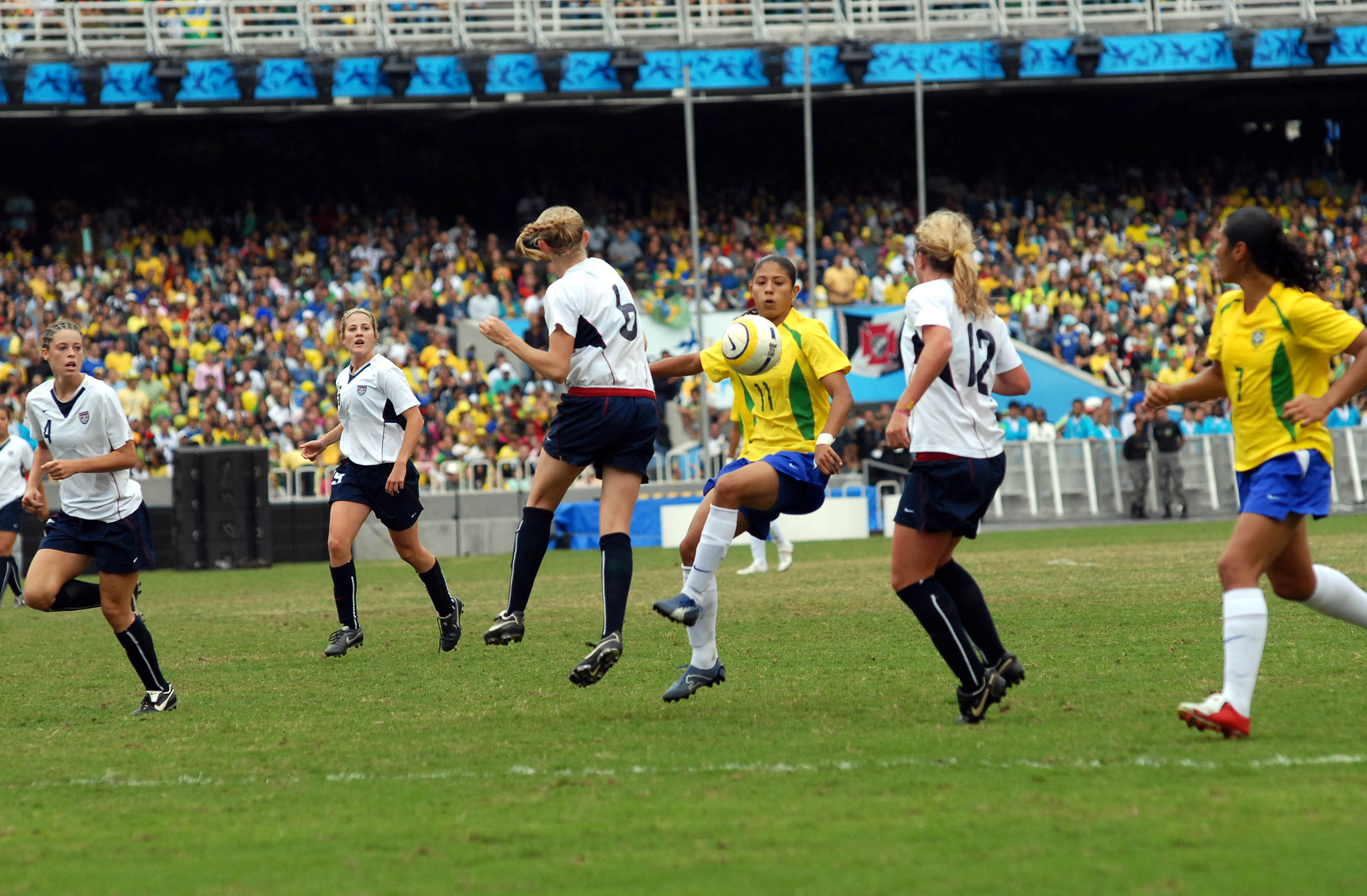
女子サッカーの国際試合

1986年、メキシコシティで行われた国際サッカー連盟 (FIFA) 総会でノルウェーサッカー協会から派遣された女性、エレン・ウィレ（エレン・ヴィッレ）が「人類の半数は女性である。FIFAは女子サッカーにもっともっと力を入れるべきである。そして女子サッカーがもつ限りない将来性に目を向けなければならない。」と演説し、女子ワールドカップの開催、オリンピックに女子サッカーの追加、男女とも同一のルールの採用を提案した。これに感銘を受けた議長のジョアン・アヴェランジェ会長（当時）は、2年後の1988年に中華人民共和国広州市で非公式な世界大会を実施。この結果をもとに1991年、第1回女子サッカー世界選手権を中国の5会場で開催した。のちにFIFA女子ワールドカップと呼ばれるこの大会が開かれ、さらにオリンピックでも1996年のアトランタ大会から正式種目に採用されたことにより、少しずつ市民権を得てきている。2004年にはFIFA会長のゼップ・ブラッターが「より女性らしさを出すために、バレーボールで採用されているような服装にし、ボールも男子の競技で使用されているものより軽いボールを扱うべきではないか」と発言して物議を醸したこともあった が、2012年にはヨーロッパで開催されているクラブ国際大会のUEFA女子チャンピオンズリーグ決勝戦で50,000人を超える観客を集める など、近年では男子サッカーに劣らない人気を誇る試合も現れるようになっている。
現在ではアメリカ合衆国のほか、北ヨーロッパや西ヨーロッパが強豪国となっており、また東アジアでも中国、北朝鮮、日本、そして近年では韓国で盛んになってきている。またアフリカや南アメリカといった男子サッカーの強豪地域、そしてオセアニアでも女子サッカーが盛んになってきた。さらに宗教上の理由などからイスラム文化圏での活動はあまり見られなかったが、2005年にヨルダン・アンマンで「西アジア女子サッカー選手権」が行われ、また2006年には「第1回シリア女子全国リーグ」が7月から7チーム（80分制で交代は5人まで認められる特別方式）で行われ、同年12月には2006アジア競技大会ドーハでヨルダンがヒジャブなどを着用して参加するなど、少しずつ裾野を広げつつある。また、これまでオリンピックに一度も女子選手を派遣したことがなく、2012年ロンドンオリンピックで初めて女子選手を派遣する など女性のスポーツに関して否定的であったサウジアラビアでも、アフマド・エイド・アル・ハルビサウジアラビアサッカー連盟会長 が大学で行われている女子サッカーを視察、国内リーグを創設する考えがあると発言する など次第に女子サッカー活動への理解がなされるようになっている。
2020年、フィンランドサッカー協会は、男女平等を目的に女子サッカー最上位リーグの名称から「女子」を外すことを発表。当年のシーズンからは「カンサリネン・リーガ」（女性を連想させない、単純にナショナルリーグの意味）に改めた。

## 各国・地域の女子サッカー
女子サッカーは北米や北欧・ドイツ・日本といった先進国でより盛んに行われる傾向が強くなっている。
各国・地域の女子代表及びリーグなどに関しては世界の女子サッカーを参照の事。

### アジア
アジアで女子サッカーが盛んな国は、日本、中国、韓国、北朝鮮、タイである。

#### 日本

##### 日本女子サッカーの誕生

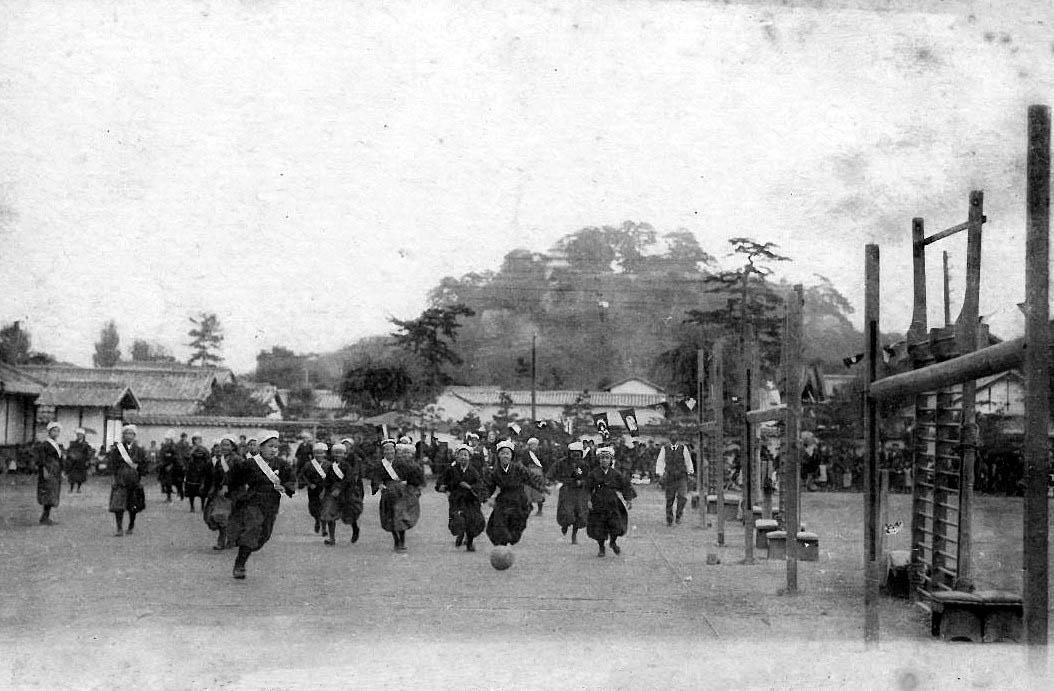
大正時代の丸亀高等女學校の女子サッカーの様子

日本のサッカーにおける女子サッカーの歴史はそれほど長くない。大正年代に香川県立丸亀高等女学校の生徒たちが袴姿でサッカーをする様子を撮影した写真が現存しており、クラブチームの東京蹴球団には女性選手が2名所属していたという。しかし、その後女性がサッカーに携わるのは、おもにマネージャーなどが主であった。1960年代から70年代にかけて競技を行う女性が少しずつ見られはじめ、1966年11月には神戸市立福住小学校で「福住女子サッカースポーツ少年団」が誕生。同じ年には神戸女学院中学部の3年生によるチームも誕生し、翌1967年3月19日にはこの2チームによる対戦が、神戸市王子陸上競技場で開催された「第1回神戸サッカーカーニバル」での一戦として行われた。この試合では主審および2名の副審も、すべて女性が担当した。
1972年には東京でFCジンナンが誕生。その後関東地方において、望月三起也が設立したワイルド・イレブン・レディース（横浜）、三菱重工女子サッカー部 (三菱重工社員を中心としたクラブ)、三菱養和レディース、実践女子大学サッカー同好会などが誕生し、京浜女子リーグ、チキンフットボールリーグ (東京都)、横浜女子サッカーリーグなどのリーグも設立された。
一方で、1976年に神戸市で神戸FCの女子チーム (神戸FCレディース)、三重県上野市で伊賀上野くノ一が設立された他、1978年には清水市立入江小学校でサッカーの指導にあたっていた杉山勝四郎によって清水第八スポーツクラブが、また大阪府高槻市では高槻女子フットボールクラブ (スペランツァFC大阪高槻の前身とは別のチーム) が設立された。関西地区においては関西女子サッカーリーグが設立され、神戸女学院 (中学部・高等学部)や高槻女子FC、大阪FCレディース (現バニーズ京都SC) などが参加した。 

1979年にFIFAが各国のサッカー協会宛てに、女子サッカーを管轄下において普及と発展に努める旨の通達を出した事を受けて日本女子サッカー連盟が設立され、ベルリンオリンピック時の日本代表選手であった加納孝が会長に就任した。立ち上げと運営の継続には初代理事長・森健兒ら、三菱グループの尽力があった。初期の会議は三菱養和の会議室で行われたという。この団体はその後日本サッカー協会加盟団体となり、女子サッカーは正式に同協会の管轄下に入った。
1980年には全日本女子サッカー選手権大会が開催され、男子サッカーの天皇杯全日本サッカー選手権大会にあたる大会として日本全国のチームを対象とするトーナメントが行われるようになった。第1回大会ではFCジンナンと高槻女子FCが決勝戦に進み、2-1で勝利したジンナンが初代チャンピオンとなった。第2回大会から第8回大会までは、清水第八SCが7連覇した。第1回･第2回大会までは、8人制、25分ハーフ、4号球使用で行われていたが、第3回大会より11人制でグラウンドの面積も男子サッカーと同じ大きさとなり、第4回大会では試合時間が25分ハーフから30分ハーフに変更された。第7回大会からは、試合用のボールが男子と同じ5号球に変更された。
1980年代後半より、FIFA女子ワールドカップの新設を前提とする国際親善大会の開催 (1988年) や、1990年度アジア競技大会における女子サッカーの正式種目への採用など、国際状況が変化する中で、所属クラブにおける試合経験を積むための場所がない事が問題とされた。1989年、日本女子サッカー連盟は全国リーグの設立という結論に達し、日本女子サッカーリーグが設立された。
以後長らく日本女子サッカーリーグ（なでしこリーグ）を頂点とするリーグ体系が維持されてきたが、女子サッカーについてもプロリーグの設立を求める意見が多くなってきたことから、2021年に新たにプロリーグとしてWEリーグが発足し、なでしこリーグはアマチュアリーグとなる（男子サッカーにおけるJリーグとJFLのような関係）。

##### サッカー日本女子代表チームの誕生
日本女子サッカーにおける初の国際試合は、1977年に台湾で開催された第2回AFCアジア女子選手権へのFCジンナンの出場である。その後チキンフットボール選抜や神戸FCレディースによる香港への遠征が行われた。
1981年6月、香港にて第4回AFCアジア女子選手権が開催される事となり、この時初めて正式な日本女子代表チームが結成され、監督には市原聖基が就任した。この時は日本サッカー協会より強化費用が支給されず、日本女子サッカー連盟が自前で強化費用をまかなった。遠征費の半分は選手たちが自ら負担し、残りは三菱グループやプーマグループが支援した。5日間の事前合宿の後香港へと渡った日本代表チームは1勝2敗の成績で、1次リーグで敗退して同大会を終えた。
同年9月神戸市で行われた博覧会「ポートピア81」の関連事業として日本女子代表が結成され、神戸市の中央競技場でイングランド代表と、東京の国立西が丘サッカー場でイタリア代表と対戦した。イングランド戦に臨む代表チームは関西および清水の選手で、イタリア戦に臨む代表チームは関東および清水の選手で編成するという形をとった。
1984年の中国遠征時は、FCジンナンのコーチであった折井孝男が代表監督を兼任して采配を取った。1986年、鈴木良平が初の専任代表監督に就任した。1989年に退任するまでの間に鈴木は公式戦23試合で采配を取り、うち1986年12月に香港で開催された第6回AFCアジア女子選手権では準優勝の成績を修めた。
2005年1月、日本サッカー協会会長・川淵三郎は「2030年までに女子ワールドカップを日本で開催し、その年までに世界一にする」と宣言。また「女性監督の育成にも力を入れる」と明言した。2007年6月にはJFAより、女子サッカーに特化した「なでしこvision」が発表され、普及で「2015年までに女子プレーヤーを30万人にする」、育成で「才能の発掘と育成のシステムの強化」、強化で「2015年女子W杯での優勝」の3つの大目標が掲げられた。
そして同年4月には、この年トルコのイズミルで行われるユニバーシアード世界大会に参加する女子代表チームの監督に本田美登里（なでしこリーグ・岡山湯郷Belle監督）を任命。日本では各年代を通じて初の「女性代表監督」となる。8月10日から行われた本大会では、大学チーム所属選手となでしこリーグ所属選手による混成チームを率いて第3位の成績を収めた。
2007年、なでしこジャパンは第5回FIFA女子ワールドカップ（中華人民共和国）に出場。翌2008年は2月には東アジア女子サッカー選手権2008で優勝し、女子代表として初タイトルを獲得し、さらに同年8月の北京オリンピックでは第4位となった。
2010年に開催されたFIFA U-17女子ワールドカップで、U-17女子日本代表は決勝に進出し、韓国代表相手にPK戦で敗れたものの、FIFA主催の国際大会では日本女子代表として初、男子を含めても3度目の準優勝を達成した。
2011年、第6回FIFA女子ワールドカップ（ドイツ）に出場。準々決勝で開催国で前大会優勝のドイツを破り、決勝で強豪アメリカ代表を破り優勝した。川淵の宣言より6年、なでしこvisionに先立つこと4年で、男女を通じて初の「世界一」を達成した。この大会における日本代表チームのキャプテンを務めた澤穂希は、大会得点王と大会MVPに輝いた。

#### 中国
前述の通り、1920年代にイギリスから伝わったサッカーが学校教育の一環として取り入れられるようになる。第二次世界大戦中の1939年には西北大学で女子サッカー大会が開催された。戦後、1950年代に当時イギリス領であった香港で女子サッカーが盛んになり、1960年代半ばには女子サッカークラブが結成されるようになった。1975年には香港で1975 AFC女子選手権が開催され、中国国内でも次第に女子サッカーへの注目が集まるようになる。1979年に西安で中国国内初の公式なサッカークラブが結成されると、各地で女子サッカークラブが結成され、1981年には北京、上海、広州など大都市圏で女子サッカークラブ大会が開催されるようになった。1982年8月には全国10省市女子サッカー選手権が開催されるまでになる。これを受け、1982年末に中国サッカー協会が正式に女子サッカーを管轄競技の一つと認定、1983年に全国女子サッカークラブ選手権が開始された。1986年にはサッカー中華人民共和国女子代表が結成され1986 AFC女子選手権に参加、いきなり初優勝を果たし、国内の女子サッカー人気が高まった。1988年にはFIFAにより非公式の女子ナショナルチームサッカー大会である1988 FIFA女子招待トーナメントが広州で開催された。この大会で中国は国内の女子サッカー人気と世界選手権開催能力を示し、1989年2月16日に1991 FIFA女子世界選手権の開催国となることが決定、無事に第一回FIFA女子世界選手権を開催する。翌年の1992年には中国女子サッカー・全国リーグが結成され、リーグ戦が開催されるようになった。AFC女子アジアカップでは1986年の初参加以降1999年まで7連覇を達成し、1999 FIFA女子ワールドカップでは準優勝するなどアジアの女子サッカーにおいて一定の地位を示している。

#### 北朝鮮
国策で強化が行われており、女子サッカーの強豪国として知られている。2006年 FIFA U-20女子ワールドカップと2008 FIFA U-17女子ワールドカップでは優勝を果たしている。

#### 韓国
2010 FIFA U-17女子ワールドカップでは優勝を果たしている。

### ヨーロッパ
スウェーデンやノルウェーに代表される北欧諸国とドイツで女子サッカーが盛んに行われている。一方、男子サッカー強豪国のスペインやイタリアなどではサッカーは男子のスポーツとの認識が一般的であるため、女子サッカーの人気は低い。近年、フランスやイングランドでは女子サッカーの強化が行われており、強豪国の仲間入りを果たしつつある。

#### ドイツ
2003 FIFA女子ワールドカップ、2007 FIFA女子ワールドカップに優勝するなど、世界屈指の強豪国として知られている。人口はアメリカに次いで多い。

#### フランス
2000年代まではほとんど注目されなかったが、2011 FIFA女子ワールドカップで4位になるなどで注目され始め、国内リーグが強化されるとともに、2019年大会を自国開催することから期待が高まっている。

#### ノルウェー
1973年に国内女子サッカーリーグが結成された 後、1978年に代表チームが結成される。1984年には女子サッカークラブの増加を背景に国内リーグを2部制にすることを決定、トップリーグとしてトップセリエンが創設される。1987年には地元で開催されたヨーロッパ女子サッカー競技会(現在のUEFA欧州女子選手権)で優勝、更に翌年開催されたFIFA主催非公式世界大会の1988 FIFA女子招待トーナメントでも優勝する。隣国のスウェーデンで開催された1995 FIFA女子ワールドカップでは初優勝を飾り、2000年に行われたシドニーオリンピックでも延長戦の末にアメリカ合衆国代表を破り金メダルを獲得する など、女子サッカーの盛んな国として知られている。

#### スウェーデン
欧州でも女子サッカーが盛んな国として知られている。2016,2020とオリンピックで決勝に進んだものの、いずれも銀メダルに終わっている。

### 北アメリカ

#### アメリカ合衆国
世界で最も女子サッカーが盛んな国の一つである。FIFAの統計によると、2006年時点での協会登録選手は約167万人であり、世界の4割以上のシェアを占めている。アメリカ女子代表は世界の強豪国の一つであり、FIFA女子ランキングでは2008年以降首位を維持している。FIFA女子ワールドカップの優勝回数は史上最多の4回、オリンピックでも史上最多4回の金メダル獲得を誇る。
1960年代に国内で非公式の女子サッカークラブが出来ると、1979年にはカリフォルニア大学ロサンゼルス校の学生であったマーガレット・フォーブスが国内初の公式な女子サッカークラブを結成する。1980年の秋には全国大学女子サッカー大会が開催されるようになり、1985年にサッカーアメリカ合衆国女子代表が結成され、イタリアで初の国際試合（ムンディアリート）を経験する。1991年に開催されたFIFA女子世界選手権で優勝すると、自国開催となった1999 FIFA女子ワールドカップでも優勝。アメリカ合衆国国内では300を超える大学で女子サッカークラブの活動が行われており、2011年現在、アメリカ合衆国が世界で最も競技人口が多い国である。

#### カナダ
カナダでも女子サッカーは人気が高い。協会登録選手は2006年時点で約50万人であり、アメリカ、ドイツに次いで世界で3番目に多い。2015年に2015 FIFA女子ワールドカップが自国開催されたこともあり、国内では高校や大学などで盛んに行われている。2021年東京オリンピックにて初優勝を果たした。

### 南アメリカ
男子サッカーの人気が高い中南米では女子サッカーの普及は遅れており、男子サッカーではアルゼンチンのような強豪国でも女子チームは弱小国となっている。これは、中南米諸国ではサッカーは男子のスポーツであり女子がすべき競技ではないとの認識が高いからである。

#### ブラジル
ブラジルではマルタがFIFA最優秀選手賞を5年連続で獲得するなど才能ある選手が多く女子サッカーの強豪国であるものの、今でもサッカーといえば男子のスポーツであるという認識が一般的であり、「サッカー王国」と呼ばれるほど男子サッカーが人気であることから長らく注目を集めることはなかった。しかし、2009年に南米のクラブ国際大会コパ・リベルタドーレス・フェメニーナが創設されると3年連続でブラジルのクラブが優勝、代表チームだけでなくクラブサッカーとしての女子サッカーにも注目が集まるようになっている。

### アフリカ
アフリカでは、経済発展が著しいナイジェリアやガーナ、カメルーンなどで女子サッカーが少しずつ行われるようになっている。特にナイジェリアはアフリカの女子サッカーナショナルチームにより行われるアフリカ女子選手権で9回中8回で優勝するほどの強豪であり、国際大会でも2010 FIFA U-20女子ワールドカップで準優勝するなど着実に力をつけている。

## 待遇
多数の国でプロリーグが発足している男子サッカーに比べると、女子サッカー選手はアマチュア契約の選手が多く、待遇が良いとは言えない。これは日本に限らず、競技人口第1位のアメリカ合衆国においても同様で、トップ選手であるアビー・ワンバックやアレックス・モーガンなどは個人にスポンサーがついており円換算で数千万の収入を得ているが、それでもテニスやゴルフの女子トッププロ選手（例としてマリア・シャラポワが2440万ドル（約30億円）の収入）に比べると格差がある。それ以外のアメリカやイングランドの代表選手クラスでも、円換算で300万円から600万円という水準にとどまっている。また、2015 FIFA女子ワールドカップ（カナダ大会）の賞金総額は、前回より増額されて1500万ドル（約18億円）になったが、男子の2014 FIFAワールドカップ（ブラジル大会）では5億7600万ドル（約690億円）であるため、38分の1に過ぎない。